# Епістолярний стиль мовлення
Епістолярний стиль — це стильовий різновид мови, який втілюється в таких проявах як листи та епістолярна творчість. Текст, написаний епістолярним стилем, може належати до різних сфер суспільної та індивідуальної свідомості людини та може бути стилістично неоднорідним. Не всі науковці вважають його самостійним стилем, а приписують його до підстилю розмовного стилю.

## Визначення епістолярного стилю
Епістолярний стиль (лат. epistola (epistula) — лист, подання) — функціональний різновид літературної мови, який обслуговує сферу письмових приватних або приватно-офіційних відносин. Уживаний переважно в листуванні, яке, відповідно до теми й мети послання, існуючих традицій, взаємин кореспондентів, особистості автора, його настрою в момент написання, поділяють на «родинно-побутовий, інтимно-товариський, приватно-діловий тощо».

## Сфера використання
Сфера використання епістолярного стилю мови не має чітко окреслених меж — це побут, інтимне життя, виробництво, політика, наука, мистецтво, діловодство. Отже, сферою використання є офіційні міжколективні й міжособистісні стосунки та неофіційні особисті зв'язки.

## Основне призначення
Основне призначення епістолярного стилю — регулювання правових, ділових, виробничих контактів, зв'язків між суб'єктами правових відносин, ділового партнерства та підтримка стосунків в родинах і дружніх колах. Отже, призначення епістолярного стилю — обслуговувати спілкування людей у всіх сферах їхнього життя у формі листів.

## Тематика та зміст
Важливими рисами листа є елементи монологу й діалогу, тематична оформленість, визначення учасників спілкування. Власне, листування - це своєрідний письмовий діалог. Як визначила у своїй праці Кочерга С. О., стрижнем розрізнення листів є їхня приватність, при чому приватною може бути і ділова кореспонденція. У кожному листі, передусім, названий відправник та одержувач, що передбачає і зміну цих ролей у подальшому листуванні.
За тематикою й змістом листи можуть бути найрізноманітнішими в залежності від сфери їх використання та інтересів адресатів. Листування поділяється на два типи: офіційне (службове) та неофіційне (приватне).
Офіційним є листування між державними органами, установами, організаціями та між службовими особами, які підтримують офіційні стосунки. Таке листування входить до сфери офіційно-ділового стилю.
Неофіційне (приватне) листування відбувається між особами, які мають неофіційні стосунки. Воно має переважно побутовий характер — родинний, інтимний, дружній — і перебуває у сфері дії усного розмовного стилю. Тому не всі стилісти визначають епістолярний стиль, вважаючи його писемним різновидом (підстилем) усного розмовного.
Крім листів до епістолярного стилю відносять щоденники, мемуари, записники, нотатки, календарі.

## Основні ознаки
- персональність;
- інформаційна цілеспрямованість (зазвичай на конкретного адресата);
- авторське «я»;
- наявність певної композиції: початок, що містить шанобливе звертання; головна частина, у якій розкривається зміст листа; кінцівка, де підсумовується написане, та іноді постскриптум (P.S. — приписка до закінченого листа після підпису).

## Основні мовні засоби
- адресація, межі мовного етикету, стандартність висловів у ділових листах;
- різнотемна конкретним змістом лексика, вільний виклад змісту у приватних листах;
- емоційно-експресивні засоби, варіантність норм і особливості порушення їх в інтимному листуванні;
- поєднання компонентів художнього, публіцистичного й розмовного стилів та вироблення індивідуального авторського образу в листах-сповідях, листах-творах, листах-інформаціях.

## Історія розвитку епістолярного стилю
Епістолярій — листування приватного характеру, що має історико-культурне значення. Епістолярний рід у літературі має свою давню історію і бере свій початок ще з античності. Зразками ранньої епістолярної літератури багаті грецька та римська літератури (листи Цицерона, Горація, Сенеки, Плінія Молодшого та ін.)
Давні риторики навіть ввели правила листування і створювали зразки листів. Вони наголошували на відмінності епістолярної і літературно-художньої творчості. Листи могли бути різними за змістом, тому що обслуговували багато сфер людського життя. Тому, з часом, з'явилися так звані «письмовники», котрі подавали зразки листів майже для кожного окремого випадку життя.
Впродовж довгих років формувалася канонічна структура листа. У класичному варіанті вона мала містити: привітання (воно включало і звертання); домагання прихильності; розповідь; прохання; закінчення-прощання. Кожний лист мав містити хоча б два з цих компонентів, включно з обов'язковими змістовими формулами: вияв радості з приводу отримання, що прив'язувало цей лист до попереднього; запитання про стан здоров'я і стан справ; перед закінченням листа твердження про те, що «більш нема про що писати» і т. ін. З часом з'явилося спеціальне позначення P. S. («post scriptum»- «після написаного»), що означало необхідність суттєвої дописки, важливої інформації.
Український епістолярій почав формуватися ще за часів Київської Русі, на яку мала великий вплив антична традиція. У добу Литовської Русі було введено у листи кліше князівських грамот (називався титул, ім'я адресата). Протягом ІІ пол. XVII ст. епістолярій активно розвивається і здобуває популярність у зв'язку з появою полемічної літератури. Популярними були відкриті, стилізовані листи. В епоху бароко лист повернувся до звичайної форми — «закритих листів». Історія листування в Україні українською мовою до ХІХ ст. зберегла лише поодинокі факти.
Листи українських культурних діячів ХІХ ст. сприяли розвиткові української епістолярної традиції. Залишаючись фактом приватного життя своїх авторів, листи культурних діячів стають фактором культурного життя нації. Це засвідчує епістолярна спадщина таких письменників як Тарас Шевченко, Пантелеймон Куліш, Леся Українка, Василь Стус та інших.
Упродовж століть епістолярний стиль зазнавав змін. Сучасний епістолярний стиль став більш лаконічним (телеграфним), скоротився обсяг обов'язкових раніше вступних звертань та заключних формулювань ввічливості.